# 手鑑
手鑑（日语：／ Tekagami */?）是日本的一種經摺裝書帖，匯集有各種文獻的古筆，手指筆跡，鑑指規範或鏡，通常始於聖武天皇的「大聖武」，然後是天皇、皇后、攝關、書法家、歌人和武士等等，背面始於聖德太子、藤原鎌足和菅原道真等人，隨後是僧人、二條家、冷泉家、女性和連歌師等等，大致按時期排序，涵蓋佛書、和歌、漢詩和書信等各種文獻。獲指定為日本國寶的手鑑有京都國立博物館的藻鹽草、MOA美術館的翰墨城、出光美術館的見努世友以及陽明文庫的大手鑑。